# Paul MacLean
Paul D. MacLean (1 de mayo de 1913 - 26 de diciembre de 2007) fue un médico norteamericano  quien hizo contribuciones significativas en los campos de la psicología y la psiquiatría. Su teoría evolutiva del cerebro triúnico propone que el cerebro humano es en realidad tres cerebros en uno: el reptiliano, el sistema límbico y la neocorteza.
Las investigaciones sobre la base neurológica de la emoción se vieron interrumpidas por la Segunda Guerra Mundial. Sin embargo, volvieron a tomar su rumbo en 1949, cuando Paúl McLean recuperó y amplió la teoría de James Papez.
De hecho, la teoría de Papez habría desaparecido silenciosamente y hubiera pasado a la historia si no hubiera constituido la principal fuente de inspiración en la teoría de MacLean.

## Teoría (del sistema límbico) del cerebro visceral
El término sistema límbico es usado para denotar la parte del cerebro más directamente involucrada en la mediación de las emociones. El término se originó a partir de la hipótesis propuesta por Paul Maclean en 1952, quien argumentó que existe un conjunto de estructuras neuronales, funcionando como sistema, que es de importancia central para la emoción. Están ubicadas alrededor de la frontera o borde entre el telencéfalo y el diencéfalo, de ahí el término límbico, en latín limbus significa “borde”.
MacLean formuló la hipótesis del sistema límbico como un intento por abordar el mismo problema enfrentado por Papez: ¿Cómo interactúan los procesos emocionales corticales y subcorticales para producir respuesta y experiencia emocional coordinada? MacLean hipotetizó que las estructuras del sistema límbico median esta interacción.
El elemento clave del sistema límbico era el hipocampo, que se ilustraba en forma de caballito de mar. Se creía que recibía información previamente del mundo exterior (mediante la vista, el olfato, el oído, el tacto y el gusto) así como del medio interno o visceral.
La integración de las sensaciones internas y externas se consideraba la base de la experiencia emocional. Las células piramidales del hipocampo formaban el teclado emocional.
MacLean planteó que nuestras emociones, al contrario que nuestros pensamientos, son difíciles de entender precisamente por las diferencias estructurales entre la organización del hipocampo, que es la pieza fundamental del cerebro visceral, y el neocórtex, donde se encuentra el centro del pensamiento: «la estructura celular de la corteza del hipocampo hace que éste sea poco eficaz como analizador, en comparación con el neocórtex».

## Hipótesis del cerebro triple
En 1970, MacLean desarrolló aún más su concepción del sistema límbico al colocarlo dentro de una teoría más amplia que intentaba explicar los procesos emocionales en todos los niveles de complejidad. Ésta era la hipótesis del cerebro triple.
De acuerdo con esta visión, el cerebro había experimentado tres grandes etapas de evolución de modo que en los mamíferos superiores existe una jerarquía de tres cerebros en uno, de ahí el término "cerebro triple" (en inglés triune, literalmente “tres en uno”).
El cerebro reptil, que comprende el tallo cerebral, regula los elementos básicos de supervivencia, como la homeostasis. Es compulsivo y estereotipado. MacLean ilustra esta función al sugerir que organiza los procesos involucrados en el regreso de las tortugas marinas al mismo lugar en el que han nacido.
El cerebro paleomamífero, que comprende el sistema límbico, añade la experiencia actual y reciente a los instintos básicos mediados por el cerebro reptil. El sistema límbico permite que los procesos de sobrevivencia básicos del cerebro reptil interactúen con elementos del mundo externo, lo que resulta de la expresión de la emoción general. Por ejemplo, el instinto de reproducción interactuaría con la presencia de un miembro atractivo del sexo opuesto, lo que genera sentimientos de deseo sexual.
El cerebro neomamífero, la neocorteza, regula emociones específicas basadas en las percepciones e interpretaciones del mundo inmediato. Los sentimientos de amor hacia un individuo particular serían un ejemplo de este tipo de emoción. De acuerdo con MacLean, en los humanos y otros mamíferos avanzados existen los tres cerebros. Los mamíferos inferiores tiene solo los cerebros paleomamífero y reptil. Todos los demás vertebrados tienen solo el cerebro reptil.
La evolución del cerebro paleomamífero (sistema límbico) fue por tanto visto como algo que libera a los animales de la expresión estereotipada de los instintos dictada por el cerebro reptil. El cerebro neomamífero añadió mayor flexibilidad a la conducta emocional al habilitar a los mamíferos superiores para basar la conducta emocional en procesos interpretativos complejos y utilizar la solución de problemas y la planificación a largo plazo en la expresión de las emociones.

## Neuroanatomía comparada de vertebrados
El desarrollo del sistema nervioso de los vertebrados ha permitido identificar los momentos de separación entre los precursores de los actuales mamíferos y de los precursores de reptiles y aves modernos, hace 10 millones de años.  " Una idea que es común entre los recién llegados al campo de la evolución de los vertebrados es que los primeros mamíferos evolucionaron a partir de antepasados reptiles. Esta idea puede conducir a declaraciones resumidas de la filogenia de los tetrápodos como algo parecido a los anfibios, los reptiles, las aves y los mamíferos. Desafortunadamente, esta secuencia no es consistente con los datos actuales sobre los tiempos de divergencia de varios linajes de tetrápodos.
Los reptiles, que son diápsidos (que tienen dos agujeros temporales), no aparecieron en el registro fósil hasta 10 millones de años después del origen de la línea que conduce a los mamíferos modernos. 

## El problema de los tríos
El tambaleante proceso de la evolución ha conformado un cerebro que está fragmentado y es inarmónico, y en cierto modo está compuesto de jugadores cuyos intereses compiten. Los críticos del modelo trino de MacLean han menospreciado su separación deliberada de intelecto y emoción como un romanticismo pasado de moda.
No obstante, si bien los tres cerebros se diferencian en linaje y función, nadie ha discutido la autonomía neurológica. Cada cerebro ha evolucionado para interactuar con sus cohabitantes craneales, y las líneas entre ellos, como el atardecer y el alba, son más bien transiciones oscurecidas que demarcaciones quirúrgicas. Pero una cosa es decir que la noche da paso al día y el día a la noche, y otra muy distinta decir que luz y oscuridad son equivalentes. 
La fisura entre razón y pasión es un tema antiguo pero no un anacronismo; ha permanecido porque trata de la profunda experiencia humana de una mente dividida.